# You (naczynie)
You – wykonane z brązu naczynie do wina, używane w starożytnych Chinach (epoki Shang i Zhou).
Naczynia typu you przypominały swoim wyglądem pękate wiadro o owalnym przekroju, z uchwytem i pokrywką. Zdobiono je zazwyczaj motywem taotie. You używane były przede wszystkim w schyłkowym okresie Shang i wczesnej epoce Zhou, w późniejszym okresie stopniowo straciły na popularności, głównie na rzecz naczyń typu hu.